# Vyšná Rybnica
Vyšná Rybnica (Hongaars: Felsőhalas) is een Slowaakse gemeente in de regio Košice, en maakt deel uit van het district Sobrance.
Vyšná Rybnica telt 387 inwoners.